# チランジア・カクティコラ
チランジア・カクティコラ Tillandsia cacticola はパイナップル科の植物の1つ。いわゆるエアープランツの1つであり、特に花が美しいものである。

## 特徴
常緑性の多年生草本。白っぽい葉をロゼット状につける植物である。ただし茎を伸ばして30cmほどの背丈になる型も知られる。葉の長さは30-40cm、基部から先端へと次第に細くなり、先端では槍のように尖る。通常はやや樋型の葉だが、乾燥すると葉の縁が内側に丸まり、筒状になる。これは乾燥への対応と思われ、水を得ると元通りの樋型になる。
花茎は立ち上がって高さ40-60cmに達し、その先端に穂状花序を数個つける。花序を包む花苞は白みがかったラベンダーないしピンク色を呈する。そこから出る花は径5-6mmで丸みがあり、黄白色だが花弁の縁には青い縁取りの模様が出る。
種小名は「サボテンに生える」の意で、サボテンに着生するというものであるが、実際にはサボテンのみに着生しているわけではない。

## 分布
北部ペルーの海抜1800mの高地に分布する。

## 利用
観賞用に用いられる。
この種は特に花が美しいことが特徴で、淡い紫の花苞も美しく、「ある種のチョウの羽に見られるアオガイ模様のキラメクのを思わせる」とも。また花そのものも美しく、1-2ヶ月の間に次々と咲く上、苞の美しさはその後も長く維持される。このため、現地ペルーから花穂だけが切り花として欧州へ輸出されている。
エアープランツとしても栽培される。サボテンに着生するというものではあるが、サボテン並みに乾燥させて栽培するとうまく育たず、意外に水を求めるものだという。